# Rainer E. Gut

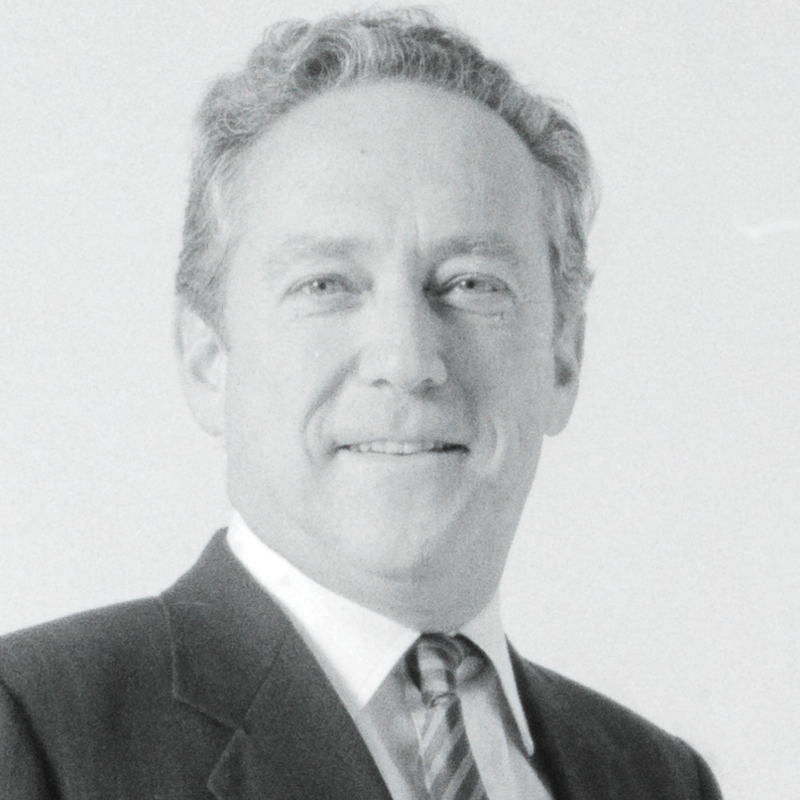
Rainer E. Gut (1980er- oder 1990er-Jahre)

Rainer Emil Gut (* 24. September 1932 in Baar; heimatberechtigt in Reiden; † 11. Oktober 2023) war ein Schweizer Bankmanager. Er war Präsident der Geschäftsleitung, langjähriger Verwaltungsratspräsident und Ehrenpräsident der Schweizerischen Kreditanstalt bzw. der Credit Suisse Group. Von 2000 bis 2005 war er Präsident der Nestlé.

## Leben
Rainer Emil Gut wurde 1932 als Sohn von Bankdirektor Emil und Rosa Gut geb. Müller geboren. Er besuchte Schulen in Zug, London, Paris und Zürich.
1968 wurde er General Partner bei Lazard Frères & Co., New York und 1971 Präsident und CEO der Swiss American Corporation in New York, einer damaligen US-Beteiligungsgesellschaft der damaligen SKA (Schweizerische Kreditanstalt, heutige Credit Suisse) im Investment-Banking-Bereich. Ab 1973 war er Mitglied der Geschäftsleitung und ab 1977 wirkte er als Sprecher der SKA, deren Präsident er 1982 wurde.
Von 1983 bis 2000 war er Präsident des Verwaltungsrats der SKA bzw. der Credit Suisse und zwischen 1986 und 2000 auch Präsident des Verwaltungsrats der Credit Suisse Group (vormals CS Holding – umbenannt per 1. Januar 1997). Von 2000 bis 2005 wirkte er als Präsident des Verwaltungsrats der Nestlé AG. Er hatte mehrere Verwaltungsratsmandate bei internationalen Konzernen inne, unter anderem bei Alusuisse, Bayer, Swiss Re, Swissair, Daimler Chrysler Schweiz, Ciba Geigy/Novartis, Elektrowatt, Sulzer AG. Von 2000 bis zu seinem Rücktritt 2023 an der letzten Generalversammlung der Credit Suisse Group war Gut deren Ehrenpräsident. Die Credit Suisse musste 2023 von der UBS mit staatlicher Unterstützung übernommen werden, da sie in Schieflage geriet.
Die SKA entwickelte sich unter Guts Leitung zu einem international führenden Finanzdienstleistungskonzern (CSG) mit Schwerpunkt Investmentbanking, Vermögensverwaltung und Versicherungen. In der Holocaust-Debatte der 1990er Jahre um nachrichtenlose Vermögen engagierte er sich für die Schaffung eines humanitären Fonds durch die Schweizer Wirtschaft. Wesentlich dank Gut kam es 1998 zum Vergleich zwischen den Schweizer Banken und der jüdischen Klägerschaft in New York.
Von 1999 bis 2003 war Gut zusammen mit Fritz Gerber ausserdem Mäzen des Grasshopper Club Zürich. Unter ihrer Ägide gewann GC seinen bis dato (Stand: 2023) letzten Meistertitel. Gerüchteweise sollen die beiden Mäzenen zwischen 80 und 100 Millionen Schweizer Franken in den Club gesteckt haben. Nach ihrem Ausstieg 2003 folgte für den Club eine schwierige Phase.
Gut war ab 1957 mit Josephine Lorenz verheiratet und hatte vier Kinder, darunter den Unternehmer Alexander Gut und den Gastronomen Mike Gut. Rainer E. Gut lebte ab 1973 für mehrere Jahrzehnte in Bassersdorf, zuletzt wohnte er in Maur. Sein Vermögen wurde 2020 vom Wirtschaftsmagazin Bilanz auf 125 Millionen Franken geschätzt.
Er starb am 11. Oktober 2023 im Alter von 91 Jahren.